# Surface-conduction Electron-emitter Display
Surface-conduction Electron-emitter Display (SED) – wyświetlacz z emiterami elektronowymi i przewodnictwem powierzchniowym – rodzaj wyświetlacza opartego na zasadzie zderzenia przyśpieszonych elektronów z ekranem pokrytym luminoforem, a więc na zasadzie znanej ze zwykłych telewizorów i monitorów CRT, z tą różnicą, że nie ma jednego działa elektronowego lecz na każdy punkt luminoforu przypada pojedynczy emiter elektronów.
Wyświetlacz SED składa się z dwóch szklanych płyt, z których jedna pokryta jest luminoforem, między którymi wytwarzane jest napięcie ok. 10 kV. Emiter składa się z dwóch biegunów przedzielonych błoną o grubości kilku nanometrów, przez którą, po przyłożeniu napięcia (kilkanaście woltów), następuje przepływ elektronów, z których część jest rozpraszana i przyśpieszana przez wysokie napięcie, następnie uderzając w luminofor powoduje jego świecenie.
Prekursorem wyświetlaczy SED była firma Canon, która badania rozpoczęła w początkach lat 80. XX w. Pierwszy wyświetlacz w tej technologii wyprodukowano w roku 1999 – miał przekątną 36 cali i współczynnik kontrastu 8600:1. Niestety z powodu ciągle trwających sporów patentowych w Stanach Zjednoczonych premiera rynkowa telewizorów wykonanych w tej technologii ciągle się opóźnia. Technologia znajdzie zastosowanie przede wszystkim w telewizorach szerokoekranowych – powyżej 40 cali.
W 2010 Canon ogłosił wstrzymanie prac nad tą technologią.
Zalety:
- duży kontrast i jasność
- duża szybkość działania
- mały pobór mocy (o 60% mniejszy niż analogicznej wielkości wyświetlacz plazmowy)
- niska cena materiałów